# Xanthos (poète lyrique)
Pour les articles homonymes, voir Xanthe.
Xanthos (en grec Ξανθός / Xanthós) est un poète lyrique grec du début du VIe siècle av. J.-C.

## Biographie
Cet obscur poète occupe une place intermédiaire entre la poésie homérique avec laquelle il cherche à rester cohérent, et les auteurs postérieurs plus libres. Il est célèbre pour avoir été cité par Stésichore d'Himère qui s'inspira ouvertement de ses poèmes sur Héraclès et de son Épopée d'Oreste (Orestie). 
Mégaclide d'Athènes, un grammairien de la seconde moitié du IVe av. J.-C., par l'intermédiaire d'Athénée de Naucratis, nous apprend que si Stésichore est à l'origine la représentation d'un Héraclès portant arc et massue et affublé d'une peau de lion, ce n'était pas encore le cas de Xanthos, qui représentait Héraclès comme l'avait fait Homère, un archer grec traditionnel. 
Élien quant à lui nous transmet une interprétation onomastique concernant Électre, la fille d'Agamemnon. Selon Xanthos, elle se nommait originairement Laodicé ; mais après l'assassinat de son père, lorsqu'Égisthe eut épousé Clytemnestre et se fut emparé du royaume d'Argos, les Argiens, la voyant, sans époux, vieillir dans l'état de fille, lui donnèrent le nom d'Électre (A-lektron, "sans lit conjugal").